# تواطؤ الاحتمال
تواطؤ الاحتمال لحالة أو حدث في نظرية الاحتمالات هو أن تكون جميع النتائج المحتملة متساوية في الاحتمال.